# Steve Dawson
Steve "Dobby" Dawson (Sheffield; 24 de febrero de 1952, Sheffield) es un músico inglés conocido por ser bajista y uno de los miembros fundadores de la banda de heavy metal Saxon. En 1995 y junto a Graham Oliver refundaron Son of a Bitch con la participación de algunos de sus excompañeros de Saxon, agrupación que posteriormente pasó a llamarse Oliver/Dawson Saxon. Por otro lado, gracias a la vestimenta que él usó en los años ochenta inspiró la creación del personaje de Derek Smalls de la agrupación Spinal Tap.

## Carrera
Inició su carrera musical en 1976 en la banda SOB, junto a Graham Oliver. En el mismo año, ambos se unieron a los músicos Biff Byford, Paul Quinn y Pete Gill y fundaron Son of a Bitch, que posteriormente pasó a llamarse Saxon, donde estuvo hasta 1986, ya que se retiró por problemas matrimoniales.
Antes de finalizar la década de los ochenta, se unió al guitarrista Steve Johnson y al exbaterista de Saxon, Nigel Durham e inició su carrera como solista. Grabó únicamente el disco Pandemónium Circus, pero por problemas legales con Angel Air Records, no fue lanzado hasta el 2002.
En los noventa se unió con sus excompañeros de Saxon, Graham Oliver y Pete Gill y refundaron Son of a Bitch, y publicaron Victim You en 1996. Durante ese mismo tiempo, junto a Oliver inscribieron el nombre de Saxon como marca registrada en el Reino Unido. A causa de esto Byford los demandó pidiendo el retorno del nombre, ya que él como Quinn también eran los fundadores y con dicha inscripción perdían todos los derechos y mercancías bajo dicho nombre. 
Finalmente la corte ordenó el regreso de la marca a Byford, pero como ellos también eran miembros fundadores podían utilizarlo siempre y cuando agregaran algo más, desde ese momento nació Oliver/Dawson Saxon.

## Discografía
| - 1979: Saxon - 1980: Wheels of Steel - 1980: Strong Arm of the Law - 1981: Denim and Leather - 1982: The Eagle Has Landed (en vivo) - 1983: Power & the Glory - 1984: Crusader - 1985: Innocence Is No Excuse - 1996: Victim You | - 2000: Re://Loaded - 2003: It's Alive - 2003: The Second Wave: 25 years of NWOBHM - 2012: Motorbiker - 2014: Blood and Thunder - Live - 2002: Pandemónium Circus |